# Sandy Hollow-Escondidas
Sandy Hollow-Escondidas és una concentració de població designada pel cens dels Estats Units a l'estat de Texas. Segons el cens del 2000 tenia 433 habitants.

## Demografia
Segons el cens del 2000, Sandy Hollow-Escondidas tenia 433 habitants, 150 habitatges, i 111 famílies. La densitat de població era de 20,9 habitants per km².
Dels 150 habitatges en un 34,7% hi vivien nens de menys de 18 anys, en un 56,7% hi vivien parelles casades, en un 12,7% dones solteres, i en un 26,0% no eren unitats familiars. En el 20,0% dels habitatges hi vivien persones soles el 10,0% de les quals corresponia a persones de 65 anys o més que vivien soles. El nombre mitjà de persones vivint en cada habitatge era de 2,89 i el nombre mitjà de persones que vivien en cada família era de 3,41.
Per edats la població es repartia de la següent manera: un 29,6% tenia menys de 18 anys, un 5,1% entre 18 i 24, un 27,3% entre 25 i 44, un 25,9% de 45 a 60 i un 12,2% 65 anys o més.
L'edat mediana era de 37 anys. Per cada 100 dones de 18 o més anys hi havia 100,7 homes.
La renda mediana per habitatge era de 40.469 $ i la renda mediana per família de 40.938 $. Els homes tenien una renda mediana de 28.125 $ mentre que les dones 19.821 $. La renda per capita de la població era de 14.458 $. Aproximadament el 14,5% de les famílies i el 16,5% de la població estaven per davall del llindar de pobresa.

## Poblacions més properes
El següent diagrama mostra les poblacions més properes.